# Fowleria
Fowleria es un género de peces de la familia Apogonidae, del orden Perciformes. Este género marino fue descrito por primera vez en 1903 por David Starr Jordan y Barton Warren Evermann.

## Especies
Especies reconocidas del género:
- Fowleria aurita (Valenciennes, 1831)
- Fowleria flammea G. R. Allen, 1993
- Fowleria isostigma (D. S. Jordan & Seale, 1906)
- Fowleria marmorata (Alleyne & W. J. Macleay, 1877)
- Fowleria polystigma (Bleeker, 1854)
- Fowleria punctulata (Rüppell, 1838)
- Fowleria vaiulae (D. S. Jordan & Seale, 1906)
- Fowleria variegata (Valenciennes, 1832)